# Kostel svatého Petra a Pavla (Kralovice)
Kostel svatého Petra a Pavla v Kralovicích je gotický, renesančně přestavěný jednolodní farní kostel. Je pokládán za první volně stojící kostel s pilastrovým řádem, který ve střední Evropě vznikl po období gotiky.

## Historie

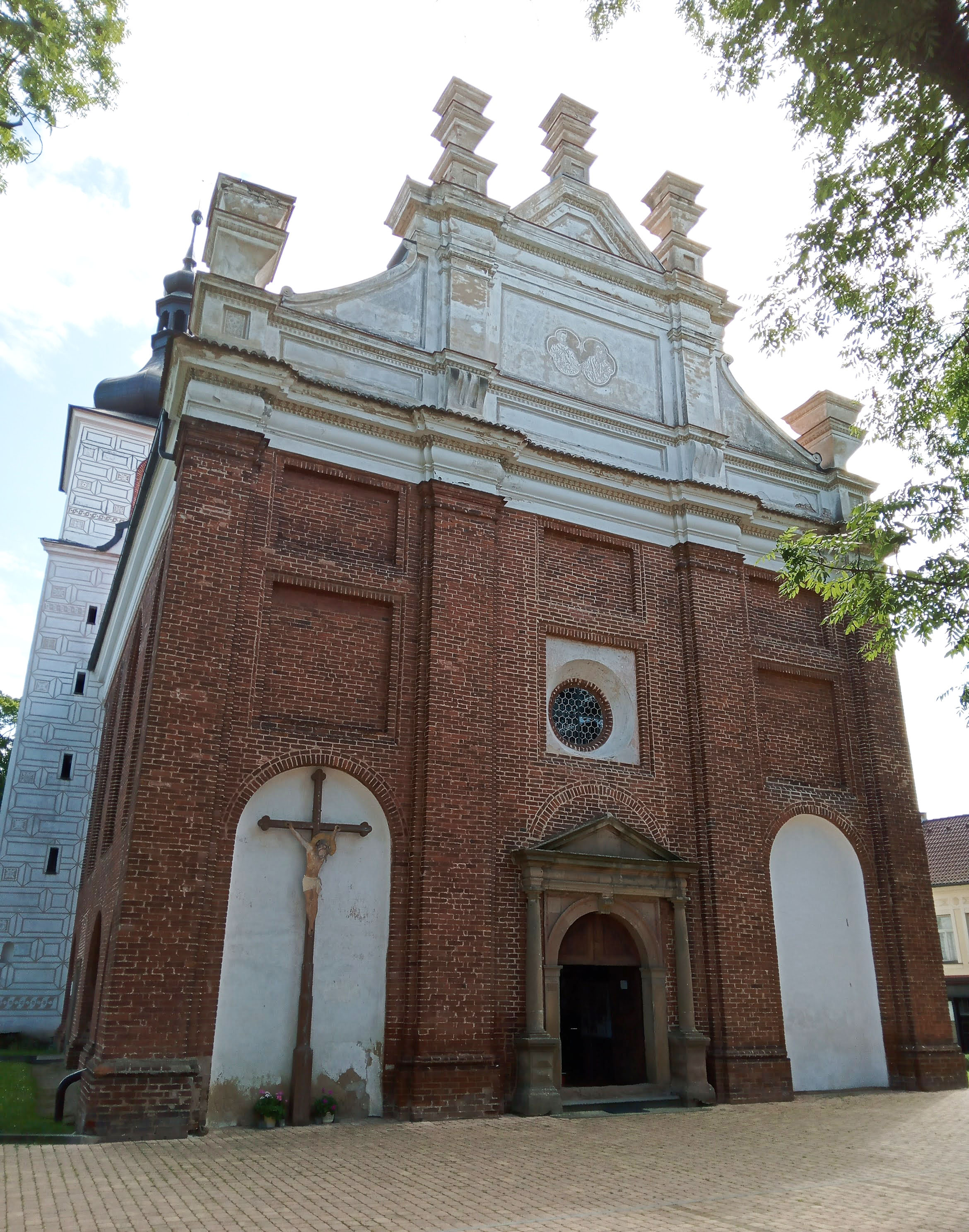
Průčelí kostela

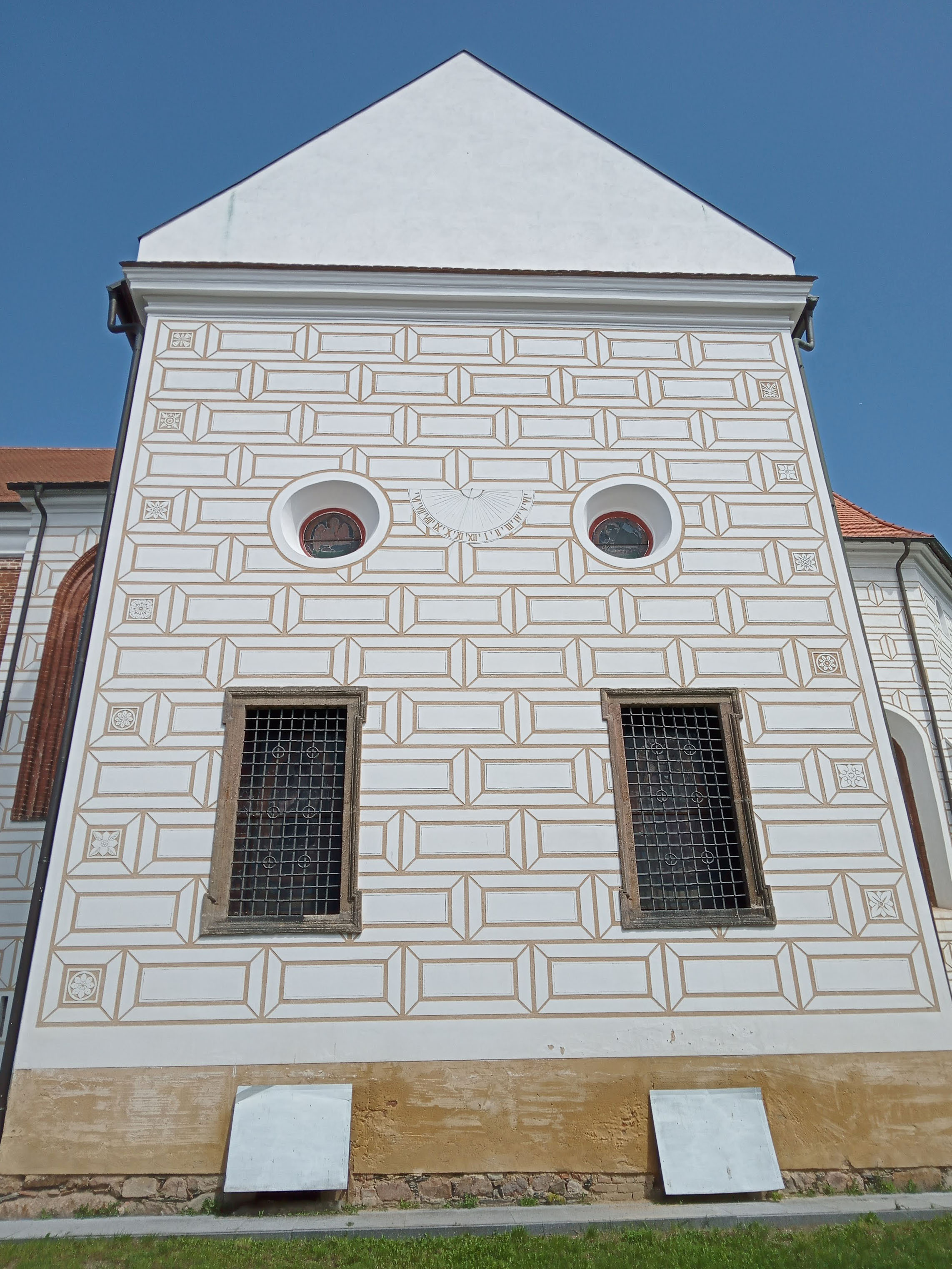
Sgrafitová výzdoba

Kostel je poprvé zmiňován v potvrzení majetku plaského cisterciáckého kláštera papežem Inocencem IV. z roku 1250. Gotický opevněný kostel byl v letech 1575–1581 na popud Floriána Gryspeka přestavěn do renesanční podoby, pravděpodobně dle projektů Bonifáce Wolmuta. Gryspek nechal k jižní straně kostela přistavět velkou kapli, jejíž krypta sloužila jako rodinná hrobka Gryspeků. Ze středověkého chrámu byl zachován presbytář.
V rámci Programu záchrany architektonického dědictví bylo v letech 1995–2014 na opravu památky čerpáno 2 970 000 Kč. O kostel spolu s hrobkou Gryspeků se od roku 2008 stará spolek Gryspek, který nechal 19. října 2019 u kostela odhalit památník Floriána Gryspeka. Spolu s osazením pomníku bylo přejmenováno náměstí Republiky na náměstí Floriána Gryspeka. Odhalení se účastnili i členové rakouské větve rodu Gryspeků.

### Hrobka Gryspeků
Hrobka se nachází pod jižní kaplí. V kryptě se pohřbívalo do roku 1620, poté byla uzavřena, čímž byla uchráněna před rabováním za Třicetileté války. Těla zde pochovaných byla díky důmyslnému ventilačnímu systému mumifikována. Hrobku nechal znovu otevřít opat plaského kláštera Kryštof Tengler v roce 1666, když dal pokyn, aby byli nebožtíci vyndáni z cínových rakvích a ponecháni pouze v dřevěných. Cínové rakve byly roztaveny a použity na výrobu varhan pro kostel v Plasích. Znehodnocení hrobky zvedlo vlnu zájmu zvědavců, kteří chtěli mumie vidět. V důsledku toho byly mumie postupně poškozovány a okrádány o cennosti i části těl, které byly odnášeny jako suvenýry. Mnoho z mumií se nedochovalo nebo již nelze určit komu ostatky patří. Velká vlna zájmu o mumie se zvedla v 19. století, kdy vznikly romantické příběhy a pověsti o konci šlechtického rodu Gryspeků. V roce 1848 publikoval Antonín Fisher článek „Návštěvy u pánů rytířů Griespeků z Griespachu” vydaném v týdeníku Pilsener Anzeiger, kde podrobně popsal 5 mužských a 7 ženských těl, je však známo, že v předchozích letech bylo mumií víc. Více než 200 let byla hrobka ponechána bez dozoru a ochrany. Změnilo to až uzavřením hrobky a výroba nových rakví se skleněnými příklopy, které nechala v roce 1889 vyrobit patronka kostela Paulina Metternichová. V 70. letech 20. století byl proveden antropologický rozbor a ošetření mumií Dr. Eugenem Strouhalem. Pravá bota Floriána Gryspeka se nachází v Obuvnickém muzeu ve Zlíně. V prosklených rakvích je uloženo 17 členů rodu Gryspeků včetně Floriána a jeho manželky Rosiny.

## Stavební podoba
Rozměrná stavba kostela má jednu obdélnou loď a užší, trojboce uzavřený presbytář s opěrnými pilíři. Presbytář, zdivo severní strany lodi a dolních dvou pater hranolové věže jsou gotické, zbylé části jsou renesanční. Šířka původní lodi je vyznačena rozponem klenby. Přízemí obíhají slepé arkády, na kterými jsou lomená okna. Hlavní a boční průčelí je zděné z režných cihel, ostatní fasády byly pokryty sgrafity, která byla obnovena v roce 1894 na presbytáři a jižní kapli. Mezi kruhovými okénky jižního průčelí jsou sluneční hodiny. Západní portál je zaklenut polokruhem s toskánskými sloupy s trojúhelníkovým tympanonem. Věž vklíněná do severovýchodního rohu lodi nese cibulovou báň, nad presbytářem je sanktusník.

## Mobiliář
V presbytáři stojí barokní dřevěný oltář z poloviny 17. století se sochami světců Petra, Pavla a Ondřej. Uprostřed oltáře je v zasklené skříni umístěno znamenité sousoší Zvěstování Panny Marie z počátku 16. století, které bylo do kostela přemístěno z Mariánské Týnice. V lodi po stranách presbytáře jsou umístěny boční oltáře, na sloupu mezi lodí a boční jižní kaplí visí dřevěný kříž s ukřižovaným Ježíšem. Na kruchtě jsou funkční barokní varhany z roku 1689 ozdobené řezbami andělů pocházejí z plaského kostela. Na stěně věže je kazatelna.
V jižní kapli, pod kterou se nachází hrobka Gryspeků je umístěn dřevěný renesanční epitaf Gryspeků z roku 1593, jehož autory jsou Hans Bule z Řezna, Samuel Braun z Kadaně a Hartwig z Wernigerodu. 
Ve věži kostela byly tři zvony, z nichž válečné rekvizice přečkal jen renesanční od Brikcího z Cimperka.

## Okolí
Před průčelím kostela stojí další dřevěný kříž s malbou Ježíše Krista na plechu. K presbytáři kostela byla v roce 1928 přemístěna socha sv. Jana Nepomuckého, která dříve stála na náměstí. Mezi stromy před kostelem lze nalézt křížový kámen. Ke kostelu patří i budova barokní fary z počátku 18. století. Kostel stojí na mírné vyvýšenině nad levým břehem Kralovického potoka.